# Arcyptera coreana
Arcyptera coreana är en insektsart som beskrevs av Tokuichi Shiraki 1930. Arcyptera coreana ingår i släktet Arcyptera och familjen gräshoppor. Inga underarter finns listade i Catalogue of Life.